# 布魯赫特河
51°42′29″N 9°12′5″E / 51.70806°N 9.20139°E

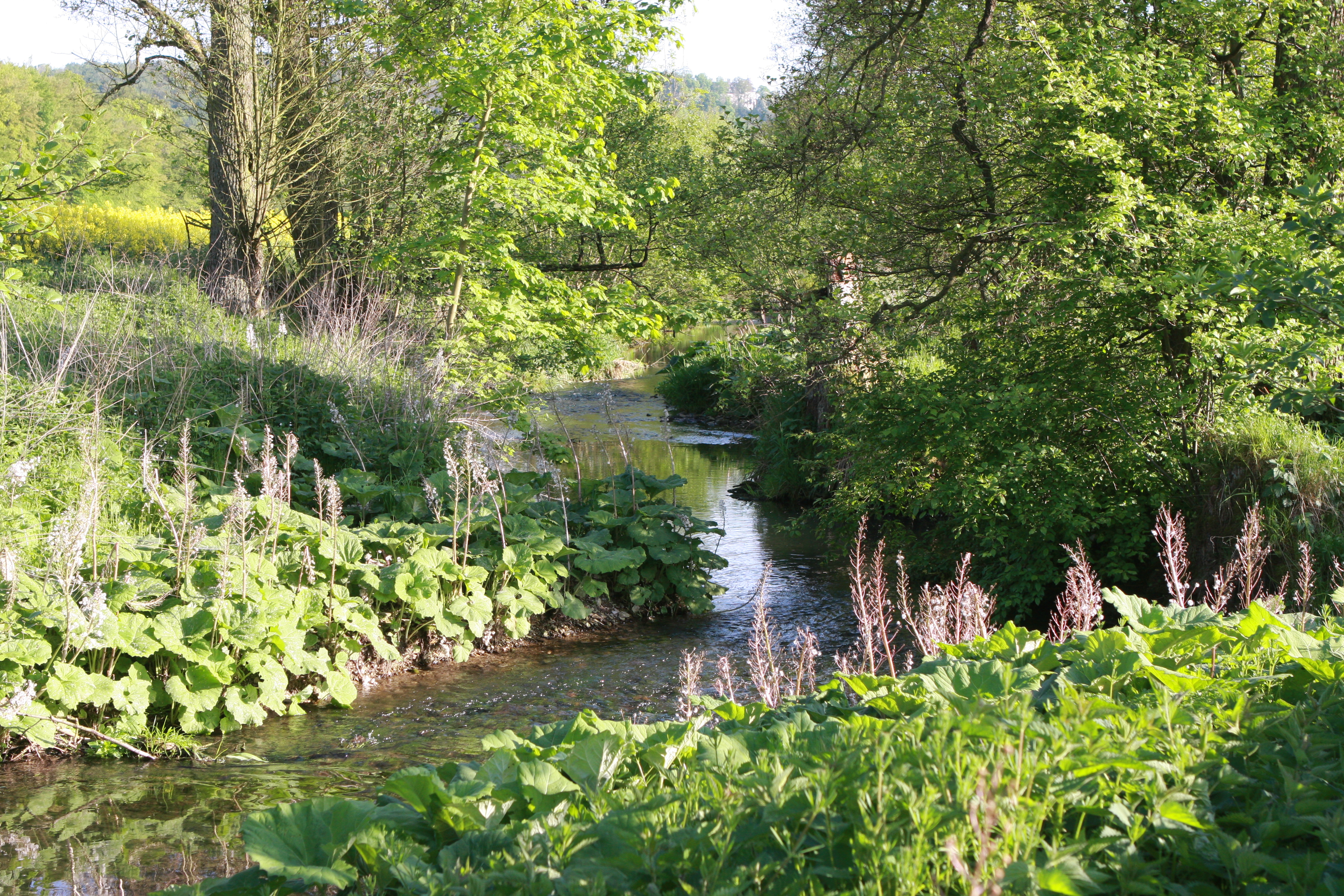

布魯赫特河（德語：Brucht），是德國的河流，位於該國西部，流經北萊茵-威斯特法倫州，屬於内特河的左支流，河道全長21.7公里，流域面積99.2平方公里。